# Reinhard Pünder
Reinhard Ernst Heribert Pünder  (no Brasil: Dom Reinaldo Pünder, Berlim, 12 de janeiro de 1939 — Coroatá, 16 de janeiro de 2011) foi um religioso católico alemão que atuou no Brasil e foi bispo da Diocese de Coroatá.
Foi ordenado em 10 de outubro de 1964 como sacerdote para Limburg, Alemanha, pelas mãos do Cardeal Julius August Döpfner. Estudou dois anos de Filosofia na Universidade Teológico-Filosófica de Sankt Georgen, e de 1960 a 1968, durante o Concílio Vaticano II, estudou Teologia com o doutorado na Pontifícia Universidade Gregoriana. Após sua ordenação, foi capelão de 1969 a 1972 na Diocese de Limburg, e a partir de 1972 trabalhou como sacerdote Fidei Donum em Palmares.
Foi nomeado pela Santa Sé aos 5 de maio de 1978 como primeiro bispo de Coroatá, no Maranhão. Recebeu a ordenação episcopal em 29 de julho de 1978, através de Dom Acácio Rodrigues Alves, Bispo de Palmares. Os co-consagradores principais foram D. João José da Mota e Albuquerque, Arcebispo de São Luís do Maranhão, e D. Gerhard Pieschl, bispo-auxiliar de Limburg.
Como bispo diocesano, foi responsável pela Pastoral Vocacional do Regional Nordeste 4 da CNBB (Piauí) e depois Nordeste 5 (Maranhão); responsável pelo Setor Leigos no Regional Nordeste 5; membro da Comissão do Seminário Interdiocesano São Luís; responsável pela Pastoral da Juventude e pela Pastoral da Sobriedade no Regional Nordeste 5. Foi autor de Kirche-Laie-Welt (sobre a missão do leigo no mundo).
D. Reinaldo foi diagnosticado em 2009 com câncer no pâncreas. Faleceu em sua residência oficial, em 16 de janeiro de 2011.

## Ordenações episcopais
Dom Reinaldo foi consagrador principal de José Valdeci Santos Mendes (2010).